# Geany Bălan
Doru Geany Bălan (n. 22 noiembrie 1967) este un fost politician român, deputat în  Parlamentului României, după ce a fost validat pe data de 16 septembrie 2008. Doru Geany Bălan a fost ales pe listele PSD și l-a înlocuit pe deputatul Miron Tudor Mitrea.   